# 安徽省政府 (中华民国)
安徽省政府是中華民國南京國民政府在安徽省的最高地方行政機關。於民國16年（1927年）8月10日改組安徽省政務委員會成立省政府，由國民政府任命委員9～13人組成省政府委員會，行使省政府職權，負責審批省內情況報告和各廳處等行政機構以及各行署、專署、各縣的組織章程、辦事細則、人員編制、施政準則、經費等行政事務提案，還負責廳處級以下各行署、專署、縣的機構設置和人事任免。民國38年（1949年）覆滅，共計22年。

## 沿革
民國16年（1927年）夏，南京國民政府成立後，根據南京國民政府決議，於8月10日改組安徽省政務委員會，成立安徽省政府，以管鵬任首屆省主席。下設民政廳、財政廳、建設廳、教育廳、軍事廳、司法廳、農工廳及秘書處。同年8月寧漢分裂，武漢國民政府第三十五軍軍長何鍵攻佔安慶；9月，第三十六軍軍長劉興佔領蕪湖，成立武漢國府的安徽省政府，以何鍵任省長。10月，南京國民政府收復蕪湖、安慶等地，重組安徽省政府，陳調元任省政府主席。11月5日，陳調元在安慶就職，省政府下設秘書處和民政、財政、教育、建設4個廳。
民國19年（1930年），擴大秘書處組織，統一主辦省政府公文；並將各縣的行政公署一律改為縣政府。
民國21年（1932年）8月成立保安處；同年開始試行首席縣長制，於10月宣佈廢止。改設行政督察專員公署，分全省為10個行政區。
為了提高地方行政效率、節省行政經費，省政府與所屬各廳於民國23年（1934年）8月和民國25年（1936年）10月兩次實行合署辦公，秘書處、民政廳、財政廳、教育廳、建設廳、保安處均在省政府內合署辦公。其他機關也進行了裁併或縮小，改隸主管廳、處。合署辦公後，文書以省政府名義行之，由秘書處總收總發。
抗戰開始後，為便於軍政步調一致，乃實行軍政統一，以軍人兼理省政。民國29年（1940年）實行黨政軍一元化，設立黨政軍總辦公廳，各黨政機關概歸所在地軍事長官指揮。
民國28年（1939年）11月成立會計處，直屬省政府。民國29年成立人事工作委員會，直隸省政府，後併入秘書處人事室；民國32年（1943年）又由秘書處中獨立出來。民國30年（1941年）10月成立糧政局，民國32年（1943年）3月成立設計考核委員會和省物價管制委員會；9月，糧政局與田賦管理處合併，成立省田賦糧食管理處，新設立儲運處；同年統計室從秘書處中獨立出來（由中央主計處統計局指揮，1948年改稱統計處）。
民國33年（1944年）增設省人事室，民國35年（1946年）1月設立社會處。民國36年（1947年）設立新聞處。
民國36年（1947年）5月，為適應戡亂戰爭的需要，安徽省政府又實行合署辦公，參加合署辦公的機構有省秘書處、民政廳、財政廳、教育廳、建設廳、社會處、田賦糧食管理處等。民國37年（1948年）8月，為了相互協調、統一指揮、阻止中國人民解放軍的進攻，又實行黨政合併，統一於軍事領導。
此外，省政府為了便於工作、推行各項政策，曾設立過許多臨時性機構，先後有：土地局、土地整理委員會、土地整理處、地政局、農村合作委員會、禁煙委員會、皖西官鹽運銷處、糧食調節處、戰時資源管理委員會、物產管理處、敵偽產業清理處、地方行政幹部訓練團、設計委員會、計畫委員會、衛生處、駐渝辦事處，等等。

## 組織
安徽省政府覆亡以前，所屬機構有4廳8處：
- 4廳
  - 民政廳，典掌縣市行政官吏之任免及監督，地方自治，地方行政區劃之確定及變更，警政及公共衛生，「保衛團」，選舉，賑災及其他社會救濟，禮俗，宗教，禁煙，土地登記收用及其他土地行政等事項。
  - 財政廳，司掌省稅務、公債，政府預決算，省庫收支，公產及其他財政事項。
  - 建設廳，主管公路、鐵路之建築，河工及其他水利工程，建築新市新村，土地之測量，建築和其他有關農林、工業、商務、礦務等事項。
  - 教育廳，司典各類學校，教育及學術團體，圖書館，博物館以及其他教育行政事項。

- 8處
  - 秘書處，掌理省政府委員會一切機要、會議和印信使用，撰擬、收發、保存文件及會計事項，編制統計及報告事項，各廳處職員之進退事項和其他不屬於各廳事項等。
  - 設計考核委員會，計劃全省政務，核查政令實施，考核政績等。
  - 人事室，綜理全省人事管理等事宜。
  - 會計處，負責編制預、決算及稽核歲入歲出等等。
  - 統計處，辦理全省統計人員培訓、查編物價指數、舉辦農業調查、繪製圖表、編纂統計刊物及統計年鑒等事項。
  - 社會處，主要職能為人民團體之訓練，勞資爭議之處理，社會運動之指導監督，社會救濟，社會福利，社會服務，健全合作組織，籌備合作金庫，加強合作教育及合作供銷事業等。
  - 省田賦糧食管理處，辦理田賦及收儲事宜。
  - 新聞處，負責省政府的出版、宣傳及新聞工作等。

## 省政府駐地
民國16年（1927年）安徽省政府成立，初駐懷寧縣安慶。同年因寧漢分裂爆發戰爭，汪兆銘武漢國民政府攻佔安慶。南京安徽省政府省會於8月21日遷往蕪湖。9月，武漢國府佔領蕪湖，成立安徽省政府。10月，南京收復蕪湖、安慶等地，重組安徽省政府。
抗日戰爭爆發後，民國27年（1938年）1月13日，安徽省政府從安慶遷往六安縣；同年6月經麻埠（臨時辦公地點）遷立煌縣（今金寨縣）；民國32年（1943年）1月日軍侵犯立煌，省政府一度遷避霍邱；數日後，日軍由立煌撤走又遷回；民國34年（1945年）抗戰結束後遷駐合肥縣。由於共軍之挺進，省政府於民國37年（1948年）12月南遷懷寧縣安慶；民國38年（1949年）3月又繞道蕪湖遷至休寧縣屯溪鎮（今安徽省黃山市屯溪區）。

## 行政公署
抗日戰爭期間，安徽省政府西遷，對江南指揮不便，於民國27年（1938年）4月16日，在休寧縣屯溪鎮成立皖南行政公署。設主任1人，就省政府委員中提請國民政府簡派之，綜理全署事務，監督。管轄歙縣、休寧、祁門、至德、寧國、廣德、郎溪、宣城、蕪湖、當塗、繁昌、南陵、涇縣、銅陵等22縣。抗戰結束後，皖南行署已無存在之必要，於民國34年（1945年）11月15日正式結束。
後為因應國共內戰情勢，於民國37年（1948年）12月4日在宣城縣設立皖南行署，不久遷屯溪；民國38年（1949年）3月2日，併入遷駐屯溪鎮的安徽省政府，至同年4月28日屯溪解放，與國統區的安徽省政府一同瓦解而消亡。
抗日戰爭期間，安徽省政府西遷，指揮不便，民國27年（1938年）11月10日，安徽省政府在臨時省會立煌縣成立皖北行政公署，12月移駐壽縣，次年2月進駐定遠，統轄安徽江北、兩淮地區40縣。行署區域大部為中共抗日根據地、游擊區或汪兆銘政權管轄下的淪陷區，行署主要在大別山以及日軍未到達的部分縣區，形同虛設。民國29年（1940年）2月2日，省政府決議取消皖北行署，3月皖北行署正式撤銷，皖北政務仍由省政府直接管理。